# Gisi Fleischmann
Pour les articles homonymes, voir Fleischmann (homonymie).
Gizela Fleischmannová, née Fischer le 21 janvier 1892[Quoi ?] à Pressburg (aujourd'hui Bratislava) alors en Autriche-Hongrie et morte le 18 octobre 1944 dans le camp de concentration d'Auschwitz, est une membre de la résistance au nazisme. 

## Biographie
Fille aînée des trois enfants de Julius Fischer (1866–1936) et Jetty Elinger (1871–1945), elle est retirée de l'école au bout de huit ans et découvre la littérature allemande, l'histoire de l'art et l'histoire par elle-même. À 26 ans, lors de la fondation de la Tchécoslovaquie en 1918, elle ne parle pas un mot de la langue locale à Bratislava, le slovaque, ne parlant que le hongrois et l'allemand.
Intéressée par le sionisme, elle organise des réunions dans le restaurant casher de ses parents et rejoint Julia Knoepfelmacher, fondatrice de la branche tchécoslovaque de l'Organisation internationale des femmes sionistes dont elle devient vice-présidente. Elle offre de l'aide aux réfugiés juifs fuyant l'Allemagne à partir de 1933 puis l'Autriche nouvellement annexée à partir de 1938,.
En 1939, elle envoie ses deux filles adolescentes en Palestine mandataire pour les protéger des persécutions nazies. La même année, son frère Gustav est assassiné et sa veuve se suicide.
Lors de la création du Judenrat à Bratislava, Gisi Fleischmann est nommée Directrice du Département des Migrations et fait également partie d'un groupe venant en aide aux Juifs de Slovaquie. Par exemple, elle envoie aux organisations juives les premiers témoignages des rescapés d'Auschwitz. Comprenant que la vie des Juifs peut se monnayer, elle prend contact avec Dieter Wisliceny, un intime d'Adolf Eichmann, et l'American Jewish Joint Distribution Committee (dont elle est la représentante en Slovaquie) dans le but de verser une rançon pour obtenir la vie sauve aux Juifs slovaques. Cette idée semble plaire à Heinrich Himmler mais elle reste finalement qu'une idée et les Juifs slovaques sont quand même déportés.
Lors de la rafle de masse du 28 septembre 1944 à Bratislava, Alois Brunner, chef de l'opération, l'autorise à rester dans son local du 6 rue Edlová pour servir d'intermédiaire pour les provisions envoyées aux Juifs emprisonnés à Sereď mais elle est finalement envoyée elle-même là-bas après la découverte d'une lettre envoyée à un Juif ayant échappé à la rafle. Le 17 octobre, elle est mise dans le dernier train partant de Tchécoslovaquie en direction d'Auschwitz avec le sigle Rückkehr unerwünscht (retour indésirable) ajouté à côté de son nom sur la liste de transport. À l'arrivée du train, elle est sortie de la file et emmenée par deux SS. Elle n'a pas été revue vivante.

## Dans la culture populaire
- Le film documentaire Gisi de Natasha Dudinski sorti en 2014 raconte sa vie[7].